# Folke Wandås
Folke Rutger Wandås, född 14 januari 1924 i Kviinge församling, Kristianstads län, död 15 april 2014 i Åhus församling, Skåne län, var en svensk trädgårdsman.
Wandås, som var son till nämndeman Otto Olsson och Rut Nilsson, avlade trädgårdsmästarexamen i Alnarp 1949 och hortonomexamen där 1960. Han var trädgårdsinstruktör vid hushållningssällskapet i norra Älvsborgs län 1951–1957 och 1960–1961 samt trädgårdskonsulent vid Gotlands läns hushållningssällskap 1961–1973. Han skrev artiklar i orts- och fackpress.